# Juan Vairo
Juan Apolonio Vairo Moramarco (Paraná, Provincia de Entre Ríos, Argentina, 10 de abril de 1932 Miami Estados Unidos 13 de diciembre de 2024) fue un exfutbolista de nacionalidad argentina que jugaba de centrocampista o antiguamente conocido como insider izquierdo. Se inició en Rosario Central, donde debutó profesionalmente. También jugó en Boca Juniors, River Plate y Juventus FC. Fue hermano del también exfutbolista, el recordado marcador de punta izquierdo internacional Federico Vairo.

## Historia
Impetuoso y revolucionario en sus jugadas, fue apodado Coco o  Pinino, por su estatura en relación con su hermano Federico Vairo, supo tener en su pie izquierdo la naturaleza de un excelente shoteador que avergonzó a más de un guardavallas contrario. Muchos exfutbolistas lo recuerdan como un "insider peligroso" de aquellos de temer en el área contraria.
Se formó en las categorías inferiores de Rosario Central llegando al primer equipo en 1950, año en que el Canalla perdió la categoría; al año siguiente la recuperó al coronarse campeón de Primera B.
En 1953 fue transferido a Boca Juniors pero tras 11 partidos fue traspasado a la Juventus de Italia donde cumplió una pobre campaña en el año 1954 como consecuencia de una fractura en la tibia y peroné. Terminado su paso por el Viejo Mundo jugó en el Liverpool de Uruguay, sin adquirir trascendencia deportiva preponderante.
Regresó a Argentina para jugar en River Plate junto a su hermano mayor Federico Vairo. Posteriormente militó en Colombia entre 1960 y 1963 jugando en Independiente Medellín, Deportes Quindío y 2 exitosas temporadas en el América de Cali donde figuró con la nómina del subcampeonato en 1960 de la mano de Adolfo Pedernera. Jugó dos temporadas en Tigre, destacándose en el primer equipo, pero terminó retirándose en 1968 por dolencias en sus meniscos. 
Actualmente vive en el barrio de Saavedra, Buenos Aires, donde recuerda junto a los amigos de siempre su amplia y vasta trayectoria futbolística en el pasado deportivo argentino. Fue el único jugador de Rosario Central que le convirtió cuatro goles en un solo partido a su exequipo jugando para Boca Juniors, en el año 1953, no sin antes hacerle la misma cantidad a Independiente de Avellaneda, jugando para el Canalla, en menos de quince minutos.

## Trayectoria
| Club                   | País      | Período   |
| ---------------------- | --------- | --------- |
| Rosario Central        | Argentina | 1950-1952 |
| Boca Juniors           | Argentina | 1953-1954 |
| Juventus FC            | Italia    | 1955-1956 |
| Liverpool FC           | Uruguay   | 1956      |
| River Plate            | Argentina | 1957-1958 |
| América de Cali        | Colombia  | 1960-1962 |
| Independiente Medellín | Colombia  | 1961      |
| América de Cali        | Colombia  | 1962      |
| Deportes Quindío       | Colombia  | 1963-1964 |
| Tigre                  | Argentina | 1965-1968 |

## Palmarés

### Torneos nacionales
| Título           | Equipo          | País      | Año  |
| ---------------- | --------------- | --------- | ---- |
| Segunda División | Rosario Central | Argentina | 1951 |
| Primera División | Boca Juniors    | Argentina | 1954 |
| Primera División | River Plate     | Argentina | 1957 |